# Ісламкулов Марсель Джекшенович
Марсель Джекшенович Ісламкулов (нар. 18 квітня 1994, Кант, Киргизстан) — казахський та киргизький футболіст, воротар «Кайсара».

## Життєпис
Вихованець клубу «Абдиш-Ата» (Кант), тренери — Микола Самсонович Рослов, Олександр Іванович Шумейко, Мирлан Баїшбековіч Ешенов. У юнацькому віці провів декілька років провів у структурі київського «Динамо».
На дорослому рівні в 2011-2012 роках виступав у чемпіонаті Киргизстану за «Абдиш-Ату». Переможець Кубку Киргизстану 2011 року, в фінальному матчі проти «Нефтчі» залишився в запасі.
З 2013 року виступає в Казахстані. У 2013-2014 роках грав у першій лізі Казахстану за клуб «Астана-1964», у 2014 році став бронзовим призером першої ліги. Сезон 2015 року провів у складі «Байконура».
У 2016 році перейшов у «Кайсар», з яким у тому ж сезоні переміг у турнірі першої ліги. У вищій лізі Казахстану дебютував 8 березня 2017 року матчі проти «Окжетпеса» (1:0). У сезоні 2018 роки не пропускав м'ячів у поєдинках вищого дивізіону протягом 801 хвилини поспіль.
З 2017 року викликається до національної збірної Казахстану, проте на футбольне поле поки не виходив.

## Досягнення
«Кайсар»
- Кубок Казахстану
  -  Володар (1): 2019

«Абдиш-Ата»
- Топ-Ліга
  -  Чемпіон (2): 2023, 2024

- Суперкубок Киргизстану
  -  Володар (2): 2024, 2025